# Dunn (automobilismo)
A Dunn foi um construtor norte-americano de carros de corrida. Produziu chassis para a equipe Dunn Engineering nas 500 Milhas de Indianápolis de 1957,1958 e 1959.